# Laxarby
Laxarby är en bebyggelse norr om Laxarby kyrka i Laxarby socken  i Bengtsfors kommun. Från 2015 avgränsar SCB här en småort.